# Gabbaj
En gabbaj er den person, der varetager administrationen af den jødiske gudstjeneste. Under visse gudstjenester, f.eks. på jødiske helligdage eller shabbat, er der mange forskellige funktioner under gudstjenesten, der skal varetages. Én person leder gudstjenesten, men en anden skal måske hente Tora-rullen før oplæsningen fra denne. Eftersom rullerne oftest er placeret i et skab, vil man som regel give en tredje person den opgave at åbne skabet.
Under gudstjenester på højhelligdagene (f.eks. Yom Kippur) er der dusinvis af funktioner, der skal uddeles, og det er derfor praktisk med gabbaim (flertal af gabbaj). Der er dog intet religiøst krav om at anvende gabbaim, og jødiske gudstjenester kan sagtens forløbe uden sådanne.